# تراجهش گونه‌ها
تراجهش گونه‌ها یا تغیّرگرایی، اصطلاحاتی هستند که برای اشاره به ایده‌های فرگشتی مربوط به سده ۱۹ میلادی به کار می‌روند؛ ایده‌هایی که به حدس زدن سازوکار چگونگی تغییر یک گونه به گونه دیگر، پیش از ارائه مفهوم انتخاب طبیعی توسط چارلز داروین، می‌پرداختند. تغیرگرایی (به فرانسوی: Transformisme) واژه‌ای بود که ژان-باتیست لامارک در ۱۸۰۹ برای نگره خود به کار برد. اندیشمندان پیشاداروینی ایده‌های فرگشتی شامل اتین ژفروا سن ایلر، رابرت گرنت، و رابرت چمبرز که کتاب شواهدی بر تاریخ طبیعی آفرینش را به صورت ناشناس چاپ کرد، از دیگر فعالان گسترش نگرهٔ تراجهش بودند. مخالفت جامعه علمی با این اندیشه‌ها، که از سوی دانشمندان مطرحی همچون ژرژ کوویه و ریچارد اوون (هر دو کالبدشناس) و چارلز لایل زمین‌شناس، بسیار سخت بود و باعث بحث‌های مهمی شد که تاریخ اندیشه فرگشتی را تحت تأثیر قرار داد و بعدها منجر به واکنش‌ها به نگره داروین شدند.

## از دیدگاه تاریخی

تصویری از کتاب ۱۸۸۴ رابرت چمبرز با نام شواهدی از تاریخ طبیعی آفرینش، که مدلی از رشد مربوط به ماهیان (F)، خزندگان(R)، و پرندگان (B) را بر شاخه‌ای اصلی که به پستانداران (M) ختم می‌شود، به نمایش می‌گذارد.

ژان باتیست لامارک نگره‌ای درباره تراجهش گونه‌ها در کتاب فلسفه جانورشناختی (۱۸۰۹) ارائه داد. لامارک به این باور نداشت که همه جانداران دارای نسبی مشترک هستند. به جای آن، وی باور داشت که ساختارهای ساده حیات به صورت پیوسته توسط پیدایش آنی به وجود می‌آیند. او همچنین باور داشت که نیرویی حیاتی ذاتی، گونه‌ها را به سوی پیچیده‌تر شدن در طی زمان، و حرکت بر نردبانی که با زنجیره عظیم هستی در ارتباط بود، پیش می‌راند. او همچنین متوجه شد که گونه‌ها با محیط زندگی خود سازگار می‌شوند. او به توضیح این مشاهده با گفتن این پرداخت که همان نیرویی که باعث پدید آمدن پیچیدگی‌های بیشتر می‌شود، اندام‌های جانوران و گیاهان را بر حسب به درد بخور بودن یا نبودنشان تغییر می‌دهد؛ درست همان جوری که ماهیچه‌ها با تمرین بزرگ می‌شوند. او عنوان می‌کند که چنین دگرگونی‌هایی توسط نسل بعدی به ارث می‌رسند و سازگاری آرام با طبیعت را نتیجه می‌دهند. این سازوکار ثانویه سازگاری از راه وراثت صفات اکتسابی با نام لامارک گره خورد و بحث‌های مربوط به فرگشت را در سده ۲۰ میلادی متأثر ساخت.
مکتبی بریتانیایی رادیکال در زمینه کالبدشناسی تطبیقی، که شامل رابرت ناکس جراح و رابرت گرنت کالبدشناس بود، در رابطه نزدیک با مکتب فرانسوی تغیرگرایی لامارک داشت. گرنت با پژوهش‌هایش در زمینه هم‌ساخت‌شناسی در اثبات یک نیای مشترک، به ایجاد ایده‌های تراجهشی لامارک و اراسموس داروین کمک کرد. به عنوان دانشجویی جوان، چارلز داروین در پژوهش‌های مربوط به چرخه حیات جانوران دریایی به گرنت پیوست. او همچنین زمین‌شناسی را نزد رابرت جیمسون آموخت؛ کسی که مجله اش به چاپ مقاله‌ای بی نام پرداخت که در آن «آقای لامارک» برای توضیح دادن «فرگشت» جانوران پیچیده، از «کرم‌های ساده»، مورد تقدیر قرار گرفته بود. این مقاله از جمله نخستین متن‌هایی بود که در آن از واژه «فرگشت» بهره گرفته شد. در پایان درس جیمسون، مطلبی با عنوان «خاستگاه گونه‌های جانوری» قرار داشت.